# Babino Polje
Babino Polje (tal. Pian di Bàbino, Babinopòglie ili Piana della Balia) je upravno i najveće naselje na otoku Mljetu, koje se sastoji od zaseoka Zabriježje, Sršenovići i Zadublje.

## Zemljopis
Smješten je na sredini otoka, u podnožju Velikog Grada (najvišeg vrha na otoku), a iznad istoimenog vrlo plodnog polja, 6 km jugozapadno od luke Sobra, 18 km jugoistočno od Polače.

## Povijest
Babino Polje je jedno od najstarijih naselja na otoku. Naselili su ga Slaveni kroz 7. i 8. stoljeće, kada su migracijama prema zapadu otoka naišli na plodno tlo. Prema legendi, ime duguje starici kojoj je knez Desa poklonio zemlju kao nagradu za dobre savjete koje mu je davala za vrijeme borbe s neprijateljem dukom Reminom, dok ta "baba" zapravo znači dvanaest babinopoljskih rodova, koji su, u znak zahvalnosti za sudjelovanje u bitci protiv Rimljana na zapadu otoka, dobili zemlju uz plodno polje. Granice zemlje tih dvanaest rodova vidljive su i danas te one iscrtavaju današnjih dvanaest babinopoljskih zaselaka (imena zaselaka su prezimena i svako od njih još i danas postoji na otoku): Andričevići, Hajdići, Stražičići, Hazdovčići, Sršenovići, Čumbelići, Matanovići, Benkovići, Marketi, Lazovići, Dabelići i Palunčići. Tijekom XI. stoljeća stanovnici Babinog Polja grade prvu crkvu koju su posvetili svetom Pankraciju, prvom zaštitniku otoka. Zahumski knez Ljutovit daruje crkvu sv. Pankracija i cijeli posjed, koji je bio vezan za nju, opatu Petru, zaprijetivši svim ostalim stanovnicima da ni na koji način ne smiju ogrožavati ili ometati taj posjed. Tom darovnicom, najvažniji posjed na otoku u ono vrijeme dolazi pod vlast lokrumskih benediktinaca. U selu je ustanovljena rimokatolička župa već tijekom XI. stoljeća. Time je Babino Polje postalo upravno i crkveno središte cijelog otoka, kao najveće naselje na otoku, prvi put spominje 1222. godine. Dolaskom benediktinaca iz Apulije, dolazi do sukoba s benediktincima s Lokruma oko prava na posjed. Babino Polje su kasnije dobili mljetski benediktinci, koji grade upravnu zgradu Sotnicu u koju su spremali i prihode u naturi koje su dobivali sa samostanskih zemalja, posebno vinograda iz Babina Polja i okolnih polja.
Diplomatskom borbom, dubrovačko plemstvo, na prevaru, dobiva vlast na Mljetu te odmah postavlja kneza Šipana i Otoka kao vrhovnu vlast na otoku. U početku je knez, za vrijeme svog mandata, dolazio tri puta na deset dana, a kad je Republika izgradila Knežev dvor u Babinom Polju, knez se do ukidanja Dubrovačke Republike birao na Mljetu.
U 20. stoljeću, Babino Polje ostaje glavno mjesto na otoku, a kad je Mljet postao zasebna općina, Babino Polje postaje sjedištem općine Mljet. Danas je u mjestu osmogodišnja osnovna škola, policijska postaja, zdravstvena stanica, pošta, župni ured sv. Vlaha te dom kulture „Zabriježje“.

## Znamenitosti Babinog Polja
- Sotnica (soto znači dolje, ispod) je sudsko – upravna i gospodarska zgrada koju su izgradili benediktinci kako bi u njoj pohranjivali prihode sa svojih posjeda u Babinom Polju, a u njoj su obnašali sudbenu vlast sve dok otokom nije zavladala Dubrovačka Republika, koja je tada počela na otok slati kneza, a nalazi se ispod naselja prema crkvci sv. Vlaha. Za vrijeme benediktinske vlasti u njoj su se vodile i knjige Mljetske kancelarije (tzv. mljetski kanceljer je u Sotnici zapisivao notarske spise, testamente, različite ugovore, tužbe i žalbe Mljećana u notarske knjige Diverse, Vendite, Testamenti i Lamente. Na zgradi Sotnice na balkonu je nadgrobna ploča, na kojoj je ispisan najdulji dosad poznati srednjovjekovni natpis na Mljetu:

VITALIS QVMVIIS CARMEN
SACERDOS... N
VOCIBVS CV VOBIS EX VIA
ERATIS
MATHEI BANI SIBIQ: PER OMNIA
CARI...
NOS QVOD PRESENS TEGIT
SIMVL QVE CERNIS HEV
VT HABEANT DICITE PARADISI
REQVIEM VITE
- Knežev dvor je renesansna stambena zgrada, koju je dala izgraditi Dubrovačka Republika kada je Veliko vijeće, krajem 15. stoljeća, odlučilo da se knez na Mljetu više neće birati izvan otoka, već da će biti biran iz lokalnog stanovništva. Nad ulazom stoji natpis:

PRAETORIS MELITESIS
PRAETORIVM
PUBLICA RAGVSINOR
PECVNIA ERECTVM
ANO A PARTV VIRG MDLIV
U unutrašnjosti kneževa dvora je prostrano dvorište, a pred njim terasa i zdenac. S jugoistočne strane podignuta je utvrda koja se naziva kaštel. Na tom se mjestu nalazila stalna straža koja je čuvala ulaz prema Sotnici i crkvama sv. Pankracija i sv. Vlaha, kao i prema samom naselju. Odatle su promatrali Mljetski kanal i otvoreno more. Ako bi primijetili tuđe ratne brodove ili gusarske lađe, to bi odmah dojavili vođi straže i knezu zbog obavještavanja mještana o potrebi osiguranja otoka i njegovih stanovnika. Prema potrebi vijest se barkama na vesla iz Sobre javljala knezu Šipana, a ovaj je dalje prenosio knezu i vladi Republike u Dubrovnik.
- Crkve
  - crkva sv. Andrije
  - crkva sv. Mihovila
  - crkva sv. Ivana
  - crkva sv. Spasa
  - crkva sv. Đurđa
  - crkva sv. Vlaha
  - crkva Gospe od Milosrđa (Gospa od Brijega)
  - crkva sv. Pavla
  - crkva sv. Josipa
  - kapelice
- Odisejeva špilja (Jama)
- Spomenik poginulim borcima NOB-a
- Spomenik kralju Tomislavu

## Stanovništvo
Babino Polje još uvijek bilježi najveći broj stanovnika na otoku, ali problem iseljavanja iz mjesta, starog stanovništva i u ovom naselju uzimaju danak. Prema popisu stanovništva iz 2011. godine, Babino Polje je imalo 270 stanovnika.
| broj stanovnika | 670   | 683   | 740   | 793   | 802   | 912   | 920   | 966   | 907   | 857   | 791   | 660   | 562   | 398   | 336   | 270   | 262   |
|                 | 1857. | 1869. | 1880. | 1890. | 1900. | 1910. | 1921. | 1931. | 1948. | 1953. | 1961. | 1971. | 1981. | 1991. | 2001. | 2011. | 2021. |

## Gospodarstvo
Stanovnici Babinog Polja najčešće se bave poljoprivredom (poglavito uzgojem vinove loze i maslinarstvom) jer položaj uz plodno polje daje idealne uvjete za tu vrstu gospodarstva. Osim poljoprivrede, stanovnici se bave i ribolovom, ali udaljen položaj od mora, uvjetovao je da se stanovnici nikad nisu bavili ribarstvom u tolikoj mjeri. Kako se u drugoj polovici 20. stoljeća cijeli otok okrenuo prema turizmu, i Babino Polje se počelo turistički razvijati. Udaljenost od mora uvjetovala je da da se u mjestu otvori autokamp, a najviši vrh otoka je idealan za pješačko – planinarske ture, koje se organiziraju u proljeće i jesen.

## Poznate osobe
- Nikola Stražičić, hrvatski pomorski geograf

## Vanjske poveznice
- Općina Mljet